# Canscora andrographioides
Canscora andrographioides är en gentianaväxtart som beskrevs av William Griffiths och Charles Baron Clarke. Canscora andrographioides ingår i släktet Canscora och familjen gentianaväxter. Inga underarter finns listade i Catalogue of Life.